# يوسف زايد
يوسف زايد (2 سبتمبر 1978 - ) هو لاعب كرة قدم كويتي في مركز الدفاع.

## وصلات خارجية
- يوسف زايد على موقع الاتحاد الدولي (مؤرشف)  (الإنجليزية)
- يوسف زايد على موقع قاعدة بيانات كرة القدم.إي يو (الإنجليزية)
- يوسف زايد على موقع ناشيونال فوتبول تيمز (الإنجليزية)
- يوسف زايد على موقع أوليمبيديا (الإنجليزية)